# 豫妃 (乾隆帝)
豫妃（1730年2月12日—1774年1月31日），博爾濟吉特氏。准噶勒杂特部德木齊根敦（曾被誤稱為宰桑根敦）之女，亦有稱為「台吉札賫女」。乾隆帝之妃。

## 早期生平
雍正七年十二月二十五日出生。
乾隆二十一年（1756年）六月初五日，准噶勒雜特部一位名為根敦的宰桑，因被烏梁海劫掠而率領所屬九十餘戶投誠清廷。乾隆帝認為此事甚屬可憫，著加恩授根敦為佐領，並且暫令其與丹畢游牧同居。因為根敦可能尚未出痘，況且沒有需要令其前來，因而根敦不用來京入覲 。由此推論，博爾濟吉特氏在此日期之後入宮。
乾隆二十二年的《乾隆至嘉慶年添減底檔》記載：「六月二十日，敬事房首領楊雙全傳說新進官女子一人封為多貴人。」由此可見，多貴人之家族在投誠大清後，被編隸內務府上三旗包衣。博爾濟吉特氏便參選一年一度的內務府選秀，挑入宮充作宮女。乾隆二十三年的《內廷賞賜例》曾記載：「十一月十七日新封多貴人，恩賜珊瑚朝珠一盤。」不久之後的十一月二十二日，又再一次恩賜新寵多貴人物品。
乾隆二十四年二月十二日，太監胡世傑傳㫖賞多貴人表一件，用鍍金拱花鑲嵌五彩珐琅人形套鍍金盒白珐琅表盤雙針表壹箇。同年五月四日，又將銅亭式頂樓一座內下層拆下配銀擰繩索小表一件賞多貴人
。同年閏六月十二日如意傳㫖賞多貴人在乾隆二十二年七月初三日交的鍍金拱花鑲嵌五彩珐琅花套鍍金盒白珐琅表盤雙針表壹箇。同年七月初二日，賞多貴人用鍍金花鑲嵌䑓撤花底套鍍金透花盒鍍金鍋白珐琅漢字表盤單針問鐘壹箇，瑞常在亦同被賞問鐘一件。已懷孕的多貴人半年之內被高宗四次賞予鍍金鐘可證明高宗對此的重視。
乾隆二十四年九月初一日，多貴人因遇喜而添的宫份全止，可见博爾濟吉特氏因小產或其他原因而流產。同年十一月二十一日，詔晉為嬪；並於十二月十八日行豫嬪冊封禮。博爾濟吉特氏於乾隆二十六年至乾隆三十六年期間，曾多次随乾隆帝出外哨鹿、巡幸热河与江南。博爾濟吉特氏雖因不明緣故而小産，乾隆帝卻更加憐惜她。不僅在位分上得到擢陞，在宮廷生活中也頗受眷顧。

## 晚期生平
乾隆二十七年六月二十七日，曾为豫嬪位下的宮女被高宗封为新常在；《御茶膳房撥用行文底檔》記載該年八月初八日，因豫嫔位下的一名宫女去世而每日止稻米七合五勺。
乾隆二十七年九月二十七日的《穿戴档》記載：「上谕，将养心殿后殿东暖阁挂旧藕荷色春细面月白里帐一架赏豫嫔。」。乾隆二十八年八月二十八日，豫嬪詔晉為妃；乾隆二十九年七月初四日行豫妃晉封禮，豫字對應滿文為“erke”，意思為勇敢、雄壯，因而宮廷檔案亦稱其為額爾克妃。
乾隆三十八年九月十五日，随皇帝巡幸热河的豫妃生病，皇帝派人护送豫妃先行返京，并预先传谕与留住京城的七公主与十七阿哥，命他们乘舆前来迎接；十二月二十日，博爾濟吉特氏薨逝于北京，享年四十五岁。新常在親自去靜安庄為其穿孝。豫妃是乾隆年間第一個未經加恩正式死於妃位的內廷主位，故而本朝並無任何前例提供內務府參考。經過請旨後，乾隆帝下令遵照雍正十二年寧妃喪儀辦理。此外，乾隆帝下旨辍朝三日，並且派遣皇八子永璇、皇十二子永璂、七公主及七额驸拉旺多尔济为其穿孝，著皇六子质郡王永瑢、内务府大臣金简总理丧仪；同年十二月二十六日，庫掌四德和五德被總管王成傳旨：「著按妃等級做纸朝衣、假凤朝冠一分。欽旨。」
乾隆三十九年正月初三日的《乾隆至嘉慶年添減底檔》記載：「傳承乾宮無有主子們住了，按空宮例用黑炭三斤、煤十斤，給太監煮飯。」由此可知，豫妃生前住承乾宮。乾隆四十年十月二十六日，豫妃金棺移送东陵，并于十月二十六日入葬清東陵之圣水峪的裕陵妃园寝，其墓券位于前数第二排东数第二座，其神位列于园寝享殿中。

## 轶事
福隆安在奏报乾隆帝豫妃病情的折子中转述了豫妃在病情危重时留给乾隆帝的“遗言”：“妃母告于奴才语称：转告我所受主子之恩甚重，现我患病，恐未能痊愈，我的福分已尽，已不能报答主子恩典。请主子万安，我亦断不奢望久留，若往去则善也。”
根據《清實錄》錄入的豫嬪冊文記載，當時的博爾濟吉特氏被稱為一個溫純而端厚的女子，「承慈顏於璇殿」。根據《皇朝文典》錄入的豫妃初次祭文和二次祭文記載，高宗憶述豫妃是個明慧的女子，懂得看译官所翻譯的文章。儘管她自幼在蒙古長大，卻懂得婦女應該從事的女功，因能進行紡織和縫紉等的工作而曾令高宗在其去世後，懷念她「織絍錯鏤金之巧」、「獻繭呈功」的時光。她又尽心地承担宫中的职守，「佐雅化於蘭宮」，因而在宮中有着不錯的名聲。

## 影视作品
- 電視劇

| 年份 | 劇名   | 演員 | 剧中姓名          | 劇中稱謂  |
| 2018 | 如懿傳 | 趙柯 | 博爾濟吉特·厄音珠 | 豫嬪→豫妃 |